# Rattus hoffmanni
Rattus hoffmanni é uma espécie de roedor da família Muridae.
Apenas pode ser encontrada na Indonésia.